# فرانک لافیته
فرانک لافیته (انگلیسی: Franck Lafitte؛ زادهٔ ۸ مارس ۱۹۸۹) بازیکن والیبال اهل فرانسه عضو تیم ملی والیبال فرانسه و باشگاه پاریس والی است.